# 누판고
《누판고》(鏤板考)는, 조선의 문신 서유구가 정조 20년(1796년)에 편찬한, 당시 조선의 중앙과 지방에서 전래되고 있던 책판의 목록이다. 
기술은 서명을 표출하고 해제란에는 저자와 그 약전, 장판, 인지수 등을 포함한 간단한 설명을 붙이고 있다. 배열은 권수에 왕이 손수 지은 어찬과 어명에 의하여 편찬한 어정을 별치한 다음 경, 사, 자, 집의 사분법으로 체계화시켜 나열하고 있다. 
가장 권위있고 완비된 해제서목으로 널리 인용되고 있다. 

## 참고 문헌
- 서지학개론 편찬위원회 《서지학개론》 도서출판 한울, 2004년